# Tigridia augusta
Tigridia augusta là một loài thực vật có hoa trong họ Diên vĩ. Loài này được Drapiez miêu tả khoa học đầu tiên năm 1832.